# اتصل بوكيل أعمالي!
اتصل بوكيل أعمالي! هو مسلسل دراما كوميدي فرنسي صدر على قناة فرنسا 2 في 14 أكتوبر 2015. المسلسل من بطولة كاميل كوتان، ليليان روفيري ولوري كلامي. اقتبست مسلسلات أخرى نفس القصة من بينها مسلسل باللغة التركية باسم Menajerimi Ara.

## المواسم
| الموسم | الحلقات | الحلقات | الأصلي         | الأصلي         |
| الموسم | الحلقات | الحلقات | الأول          | الأخير         |
| ------ | ------- | ------- | -------------- | -------------- |
| 1      | 6       | 6       | 14 أكتوبر 2015 | 28 أكتوبر 2015 |
| 2      | 6       | 6       | 19 أبريل 2017  | 10 مايو 2017   |
| 3      | 6       | 6       | 14 نوفمبر 2018 | 28 نوفمبر 2018 |
| 4      | 6       | 6       | 21 أكتوبر 2020 | 4 نوفمبر 2020  |